# 평화공원 (나가사키시)

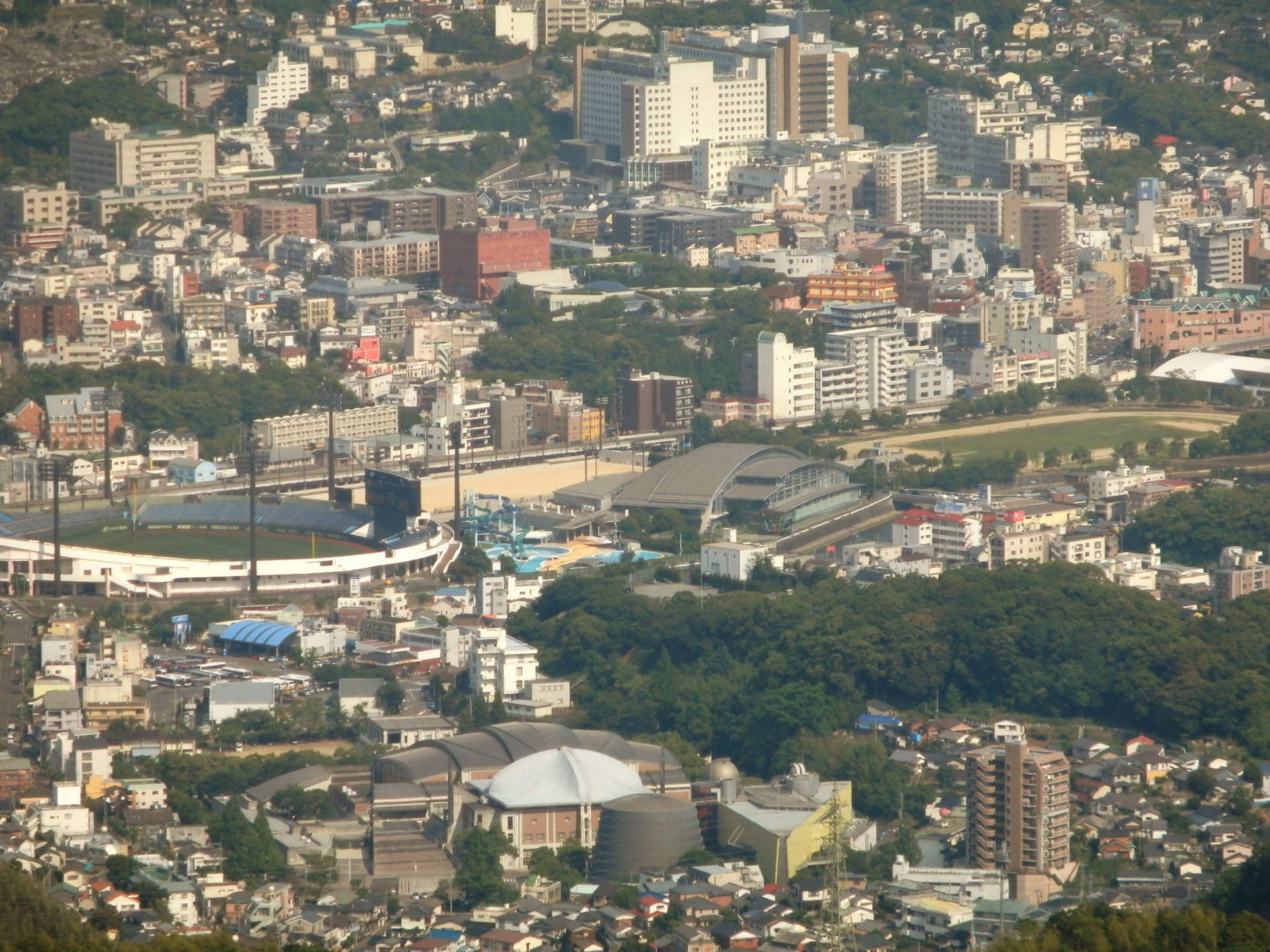
평화공원

평화공원(일본어: 平和公園)은 나가사키현 나가사키시 마쓰야마 정에 위치한 공원이다. 1945년 8월 9일에 투하된 원자 폭탄 낙하 중심지와 그 북쪽의 언덕 위를 포함한 지역에 평화를 위해 마련됐다. 입장은 무료이며, 면적은 약 18.6 헥타르이다.